# Медицински факултет Универзитета у Бањој Луци
Медицински факултет у Бањој Луци налази се у саставу Универзитета у Бањој Луци, једног од два државна универзитета у Републици Српској.
Декан Медицинског факултета је проф. др Ранко Шкрбић.

## Историја
Медицински факултет је основан је 17. марта 1978. године рјешењем Скупштине општине Бања Лука, број: 01-012-33/78, а на иницијативу Универзитета у Бањој Луци. Прво предавање је одржано 15. новембра 1978, што је и Дан Медицинског факултета.
Наставно-научни и истраживачки рад одвија се у четири одсјека:
- Медицина — у трајању од шест година (360 ЕЦТС);
- Стоматологија — у трајању од шест година (360 ЕЦТС);
- Фармација — у трајању од пет година (300 ЕЦТС);
- Здравствена њега — у трајању од четири године (240 ЕЦТС).

На Медицинском факултету тренутно студира укупно на свим одсјецима око 2.500 студената.